# 雲田郡
雲田郡（：／ Unjŏn gun */?）是朝鮮民主主義人民共和國平安北道的一個郡，位於該道南部。

## 历史
原为定州郡和博川郡的一部分，1952年的行政规划重编时设立。

## 地理
位处清川江的沖積平原雲田平原，南临黄海。

## 下轄區劃
- 운전읍 雲田邑
- 서삼리 西三里
- 가산리 嘉山里
- 송학리 松鶴里
- 금계리 金溪里
- 학산리 鶴山里
- 옥야리 玉野里
- 운하리 雲何里
- 운전리 雲田里
- 원서리 院西里
- 대오리 大五里
- 덕암리 德岩里
- 관해리 觀海里
- 덕원리 德元里
- 월현리 月峴里
- 동창리 東倉里
- 신오리 新五里
- 청정리 清亭里
- 룡봉리 龍鳳里
- 삼광리 三光里
- 북일리 北一里
- 대연리 大淵里
- 봉덕리 鳳德里
- 동삼리 東三里
- 구련리 九蓮里
- 보석리 寶石里